# 18 Librae
18 Librae är en orange jätte i stjärnbilden Vågen.
18 Librae har visuell magnitud +5,86 och är synlig för blotta ögat vid god seeing. Den befinner sig på ett avstånd av ungefär 310 ljusår.